# Třída Loch
Třída Loch byla třída protiponorkových fregat Britského královského námořnictva stavěných v době druhé světové války. Úpravou konstrukce této třídy vznikly rovněž protiletadlové fregaty třídy Bay. Mimo britského námořnictva je proužívala námořnictva čtyř dalších zemí. Všechny již byly vyřazeny.

## Pozadí vzniku
Celkem bylo dokončeno 28 plavidel této třídy. Plavidla byla stavěna v letech 1943–1946.

## Konstrukce
Hlavňovou výzbroj tvořil jeden 102mm kanón, čtyři 40mm kanóny a čtyři až deset 20mm kanónů. Protiponorkovou výzbroj tvořily dva salvové vrhače hlubinných pum Squid, doplněné dvěma skluzavkami a čtyřmi vrhači hlubinných pum. Nejvyšší rychlost dosahovala 19,5 uzlu.

## Zahraniční uživatelé
- JAR – Jihoafrické námořnictvo převzalo v letech 1944–1945 fregaty Good Hope (F 432), Natal (F 10) a Transvaal (F 602). Vyřazeny byly v 70. letech, jedna posloužila jako cvičný cíl a dvě byly potopeny jako součást vlnolamu.
- Kanada – Kanadské královské námořnictvo provozovalo fregaty Loch Achanalt, Loch Alvie a Loch Morlich.
- Malajsie – Malajsijské královské námořnictvo provozovalo v letech 1964–1977 jednu fregatu pojmenovanou Hang Tuah.
- Nový Zéland – Novozélandské královské námořnictvo provozovalo celkem šest fregat pojmenovaných Pukaki (F 421), Kaniere (F 426), Rotoiti (F 625), Hawea (F 422), Taupo (F 421) a Tutira (F 517). Plavidla získalo v letech 1948–1949. Vyřazeny byly v průběhu 60. let.